# Stallings
Stallings – miasto w Stanach Zjednoczonych, w stanie Karolina Północna, w hrabstwie Mecklenburg.